# Golgiapparaten

Den eukaryota cellens uppbyggnad
1. Nukleol
2. Cellkärna
3. Ribosom
4. Vesikel
5. Kornigt endoplasmatiskt nätverk
6. Golgiapparaten
7. Cytoskelett
8. Glatt endoplasmatiskt nätverk
9. Mitokondrie
10. Lysosom
11. Cytoplasma (med cytosol och cytoskelett)
12. Peroxisom
13. Centriol
14. Cellmembran

Diagram över en golgiapparat.

Golgiapparaten är en organell som förekommer i eukaryota celler. I golgiapparaten bearbetas, sorteras och paketeras de proteiner som bildats i det korniga endoplasmatiska nätverket. I golgiapparaten modifieras de nyinkomna proteinerna genom att enzymer tillför kolhydrat- och fosfatgrupper till proteinerna. Dessa tillförda ämnesgrupper anger för proteinerna vart de ska transporteras i cellen. På så vis fungerar golgiapparaten som ett slags sorterings- och transportcentral för proteiner. Proteiner som ska skickas ut ur cellen eller föras in i cellmembranet paketeras i sekretoriska vesikler, och proteiner som ska stanna kvar i cellen paketeras i lysosomer eller liknande vesikler.
Golgiapparaten består av platta membransäckar som ligger mycket nära det endoplasmatiska nätverket.
Golgiapparaten upptäcktes 1896 av den italienske läkaren och cytologen Camillo Golgi och uppkallades efter honom två år senare.